# Aufschlagseite
Als Aufschlagseite werden in mehrseitigen Druckerzeugnissen wie Zeitungen, Zeitschriften oder Büchern die jeweils rechten Seiten bezeichnet. Bei Schriften mit linksläufiger Schreibrichtung, die von rechts nach links gelesen werden, ist es umgekehrt.

## Funktion
Bei üblicher Seitennummerierung sind dies die Seiten mit jeweils ungeraden Seitenzahlen. Untersuchungen zufolge wird die Aufschlagseite in Zeitungen oder Zeitschriften als erste und intensiver wahrgenommen als die gegenüberliegende linke Seite. Für die Redaktionen ist dies ebenso von Bedeutung wie für die Werbekunden. Anzeigen auf Aufschlagseiten erfahren deswegen meist einen finanziellen Aufschlag.